# Naraka: Bladepoint
A Naraka: Bladepoint egy battle royale-típusú játék, melyben maximum 60 játékos küzd egymás ellen, amíg végül csak egy marad életben.

## Játékmenet
A játék harcművészetek ihlette közelharcokat és „kő-papír-olló” harcrendszert is magába foglal. Számos fegyver közül lehet választani, a játékosnak pedig egy csáklyája is van, amely támadásra és haladásra egyaránt használható. Emellett minden hős egyedi képességekkel és tehetségekkel rendelkezik, amelyek lehetővé teszik a játékstílus testreszabását.
A Naraka: Bladepoint helyszíne a Morus-sziget. A játékosok egyéni-, páros-, vagy hármas csoportokba állhatnak össze, és kilenc különböző karakter közül választhatnak, amelyek két különböző képességgel rendelkeznek (F skill és Ultimate).

## Karakterek
A Naraka: Bladepoint-ben jelenleg kilenc játszható karakter van. Közülük Kurumi Tsuchimikado az Onmyoji archetípuson alapul.

## Fejlesztése, kiadása
A Naraka: Bladepoint-ot hivatalosan a 2019-es Game Awards díjátadón jelentették be 2019. december 12-én. 2021 Augusztusában jelent meg globálisan, több mint 10 nyelven. A NetEase Thunderfire UX csapata a Naraka: Bladepoint első verziója óta végez felhasználói kutatást és UX tervezést a játékkal.
A telefonos verzió jelenleg (2021) fejlesztés alatt áll, és legfőbb célja a közelharc-központú harci játékélmény biztosítása egy szélesebb játékoskör számára. A Netease Thunderfire UX csapata felel a mobil verzió felhasználói felületéért és az UX tervezéséért. A játékot konzolokra is fejlesztik (PS5, PlayStation, Xbox).
2021. november 5-én a 24 Entertainment bejelentette az első Naraka: Bladepoint Világbajnokságot (NBWC), amelynek nyereményalapja 1,5 millió dollár, és melyet 2022 elején terveztek megrendezni.
A Naraka: A Bladepoint új évada – a Cavalry – 2021. november 10-én indul, és két új hőst mutat be, valamint egy új közelharci fegyvert és változatos skineket. A játékosok köszönetképpen folyamatos támogatásukért megkapják az „Lovas Penge” tőrt is. A 24 Entertainment összefogott az Ősi Kínai fegyverek Múzeumával, hogy helyreállítsa ezt a tőrt, valamint sikeresen reprodukálta a Naraka: Bladepoint-ban.
Három hónappal megjelenése után, a Naraka: Bladepoint több, mint 6 millió példányban kelt el világszerte, s ezzel az egyik leggyorsabban fogyó kínai PC-játék lett.

## Fogadtatása
A Naraka: Bladepointot 2021 legjobb multiplayer játékának jelölték a Golden Joystick Awards-on, 2021. október 19-én.